# فورفلد
فورفلد (به آلمانی: Fürfeld) یک شهر در آلمان است که در باد کرویتسناخ واقع شده‌است. فورفلد ۱٬۵۷۵ نفر جمعیت دارد.